# Hyde Park Barracks, London

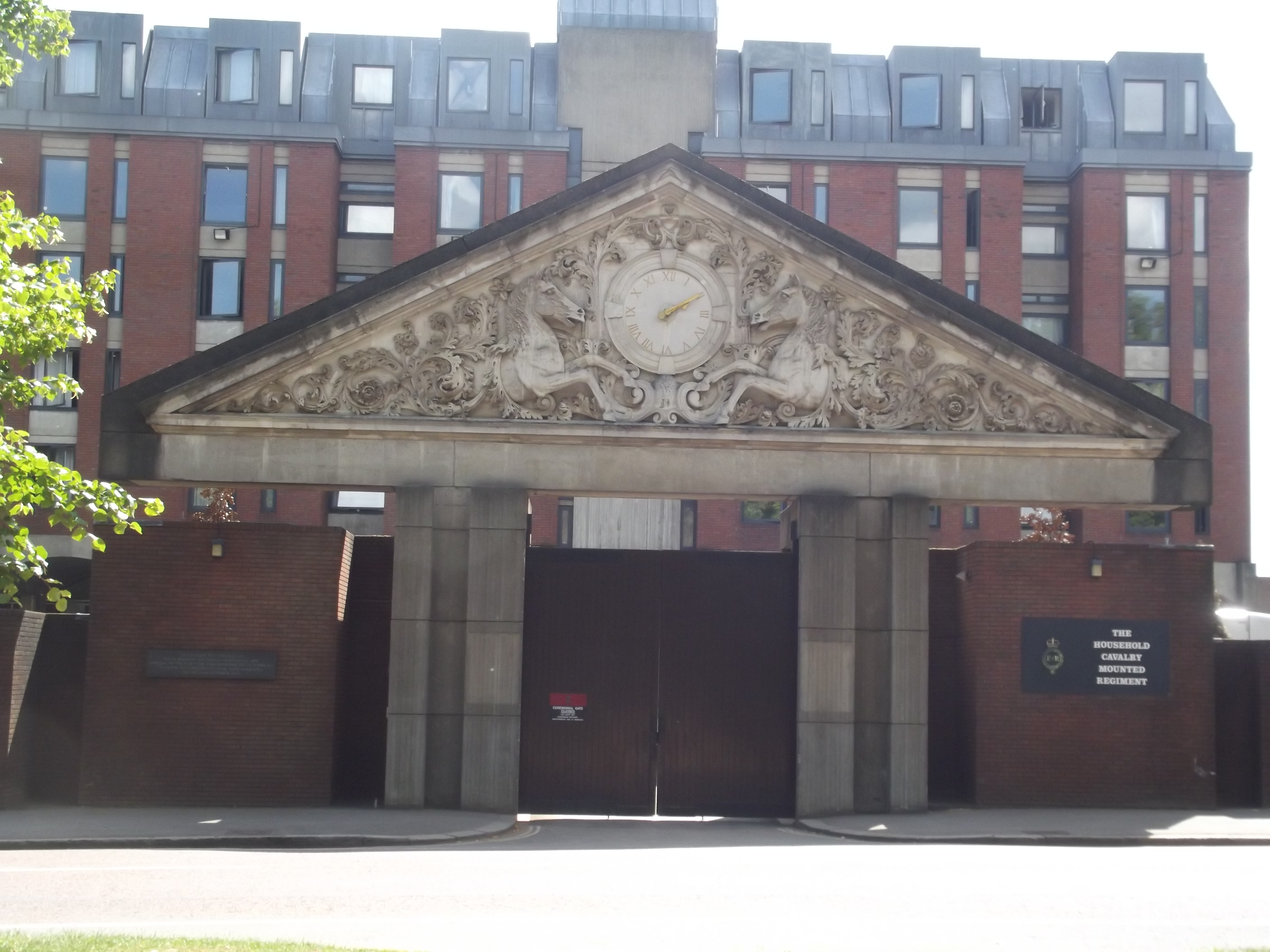
Entré till Hyde Park Barracks som består av modernistiska byggnader i tegel. Delar av en äldre fasad har dock sparats vid infartsporten.

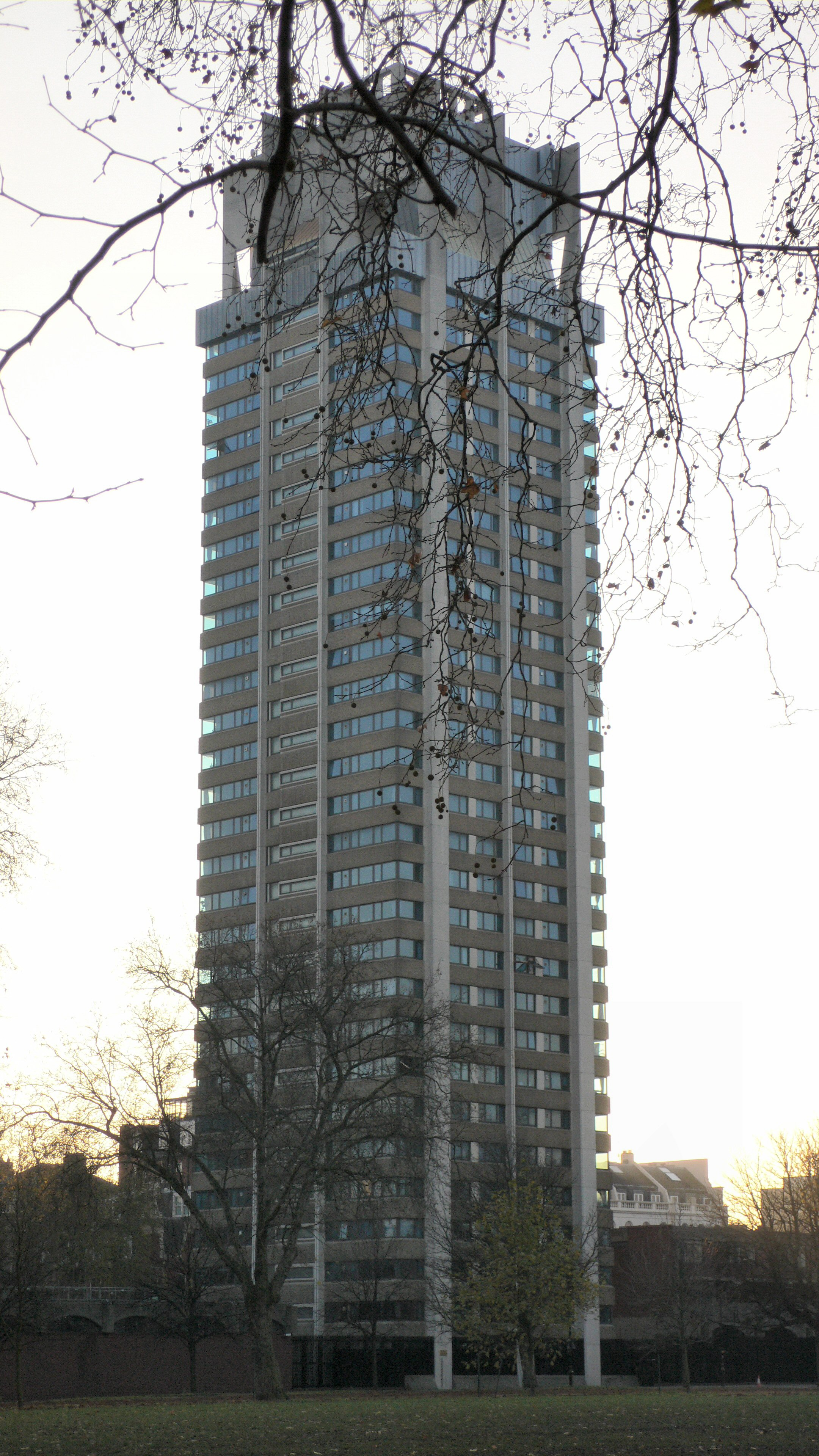
Det 94 meter höga tornet från 1970, ritat av Basil Spence.

Hyde Park Barracks, även benämnd som Knightsbridge Barracks, är en kasern i London tillhörande Storbritanniens armé som inhyser Household Cavalry Mounted Regiment, dvs de två kavalleriförbanden Life Guards och Blues and Royals som deltar i huvudstadens statsceremonier.

## Bakgrund
Hyde Park Barracks är belägen i City of Westminster omedelbart norr om Knightsbridge och söder om Hyde Park. Det har funnits stallar för kavalleri på platsen sedan 1795. På 1800-talet tillkom två ny stallar som ersatte varandra. De äldre stallarna revs 1967 för att ge plats åt den nuvarande anläggningen, ritad av Basil Spence, som var färdig 1970. Under ombyggnaden användes tillfälliga stallar på Wellington Barracks. Den nuvarande anläggningen inrymmer tjänstebostäder för 23 officerare, 60 underofficerare, 431 meniga samt 273 stallplatser för hästar (i två våningsplan) och ridhus på en relativt begränsad och långsmal yta i vilket ingår ett höghus som är 94 meter högt.
Anläggningen har i en undersökning från 2003 av tidningen Country Lifes läsare kallats för en av Storbritanniens 10 fulaste byggnader. Norman St John-Stevas ansåg att Basil Spence hade den unika "distinktionen att ha lyckats förstört två parker", förutom Hyde Park även Saint James's Park med 102 Petty France (tidigare säte för Storbritanniens inrikesministerium).